# یین یین
یین یین (انگلیسی: Yin Yin؛ زادهٔ ۲ ژانویهٔ ۱۹۷۴) بازیکن والیبال زن اهل چین بود. وی در بازی‌های المپیک تابستانی ۲۰۰۰ شرکت کرده‌است.